# Laborjournal (Zeitschrift)
Laborjournal ist der Titel einer Zeitschrift, die von den Herausgebern als „Service-Magazin für Medizin und Biowissenschaften“ bezeichnet wird. Sie wendet sich an wissenschaftliche und technische Mitarbeiter in biologischen und medizinischen Laboren und enthält unter anderem Neuigkeiten aus dem Bereich der biologischen und medizinischen Forschung, Hintergrundberichte, Wirtschaftsdaten und -analysen zu Pharma- und Biotechnologie-Unternehmen, Interviews mit Wissenschaftlern, Politikern und Wirtschaftsfachleuten, Informationen zu Labormethoden, Vorstellungen einzelner Forschungsgruppen im „Journal-Club“, Buchrezensionen und verschiedene regelmäßig erscheinende Kolumnen. Darüber hinaus sind ein Stellenmarkt sowie Produktvergleiche und -übersichten zu Laborgeräten regelmäßige Teile des Hefts.
Die Zeitschrift wurde 1994 von Hanspeter Sailer und Kai Herfort gegründet. Sie erscheint mit zehn Ausgaben pro Jahr, monatlich mit Ausnahme einer halbjährlichen Doppelausgabe, im LJ-Verlag Herfort und Sailer mit Sitz in Merzhausen. Chefredakteur ist Ralf Neumann. Der Bezug ist für Institute und Arbeitsgruppen an öffentlichen Hochschulen und Forschungseinrichtungen kostenlos, ein Abonnement für Unternehmen und Privatpersonen ist kostenpflichtig. Die Auflage beträgt aktuell 28.900 Exemplare pro Ausgabe, davon rund zehn Prozent für Abonnementkunden. Knapp 26.000 Exemplare werden in Deutschland vertrieben, je rund 1.500 in Österreich und der Schweiz.
Nach dem Ausscheiden von Hanspeter Sailer firmierte der Verlag seit dem Jahr 2000 unter Kai Herfort, Hubert Rehm, Ralf Neumann GbR LJ-Verlag. Seit April 2006 erschien unter dem Titel Lab Times eine europaweit vertriebene englischsprachige Ausgabe in einer Auflage von zuletzt 26.500 Exemplaren. Diese war inhaltlich eigenständig und beruhte nicht auf einer reinen Übersetzung der deutschsprachigen Ausgabe. Die englischsprachige Ausgabe wurde mit Ablauf des Jahres 2017 eingestellt.